# Денніс Васке
Денніс Джеймс Васке (англ. Dennis James Vaske, нар. 11 жовтня 1967, Рокфорд) — американський хокеїст, що грав на позиції захисника. Грав за збірну команду США.

## Ігрова кар'єра
Професійну хокейну кар'єру розпочав 1990 року.
1986 року був обраний на драфті НХЛ під 38-м загальним номером командою «Нью-Йорк Айлендерс».
Протягом професійної клубної ігрової кар'єри, що тривала 10 років, захищав кольори команд «Бостон Брюїнс», «Нью-Йорк Айлендерс», «Провіденс Брюїнс» та «Кепітал Дістрікт Айлендерс».
Усього провів 235 матчів у НХЛ, включаючи 22 гри плей-оф Кубка Стенлі.
Виступав за збірну США.